# Dimos Vyronas
Dimos Vyronas (Vyronas) är en kommun i Grekland.   Den ligger i prefekturen Nomarchía Athínas och regionen Attika, i den sydöstra delen av landet, 6 km sydost om huvudstaden Aten. Antalet invånare är 61 308.